# Tetracampe impressa
Tetracampe impressa is een vliesvleugelig insect uit de familie Tetracampidae. De wetenschappelijke naam is voor het eerst geldig gepubliceerd in 1841 door Förster.